# 清水たみ子
清水 たみ子（しみず たみこ、1915年3月6日 - 2010年4月30日）は、日本の児童文学作家、詩人。
埼玉県生まれ。東京府立第五高等女学校（現東京都立富士高等学校）卒。北原白秋の指導を受け、「赤い鳥」に児童自由詩や童謡を投稿する。1991年「清水たみ子詩集 かたつむりの詩」で第21回赤い鳥文学賞、第21回日本童謡賞受賞。日本児童文学者協会、日本童謡協会会員。

## 著書
- 『キノミトコドモ』詩 八島進他畫 東京實業社 1943
- 『タラウチャントムシ 童話絵本シリイズ』高井貞二絵 教養社 1947
- 『いいこはだあれ』安泰絵 印刷局 学級文庫 1949
- 『あまのじゃく』深沢邦朗絵 1975 国土社の詩の本
- 『ぞうおばさんのお店』山本まつ子絵　日本の幼年童話 岩崎書店 1976
- 『交響曲の父ハイドン』加納美年子絵 音楽之友社 1982 ジュニア音楽図書館 作曲家シリーズ
- 『いなくなったポコ』山本まつ子絵　幼年文学名作選 岩崎書店 1989
- 『かたつむりの詩 清水たみ子詩集』内山懋画 かど創房 1990
- 『かみなりさまとくわのき』安井康二画 1998 教育画劇のかみしばい あたらしい民話でてこい
- 『むかしむかしおにがきた 節分 由来』安井康二画 2002 教育画劇のかみしばい あたらしい行事紙芝居

再話
- 『黒馬物語』アンナ・シュウェル原作 東本つね絵 あかね書房 世界絵文庫 1952

## 受賞
- 赤い鳥文学賞　1991年 (平成3年度）・第21回 - 『清水たみ子詩集 かたつむりの詩』[3]

## 注
1. ↑  『「現代物故者事典」総索引（昭和元年〜平成23年） II 学術・文芸・芸術篇』（日外アソシエーツ、2012年）p.547
2. ↑  『文藝年鑑』2006
3. ↑  “児童文学賞受賞本”. 2017年10月26日時点のオリジナルよりアーカイブ。2017年10月26日閲覧。